# Sant Pere del Pinatar
Sant Pere del Pinatar (en castellà: San Pedro del Pinatar) és un municipi de la Regió de Múrcia. Limita al nord amb Pilar de la Foradada (Alacant).

## Geografia
Al terme municipal de Sant Pere del Pinatar hi ha el Parc regional de Las Salinas y Arenales de San Pedro del Pinatar. Es tracta d'una zona humida amb arenals que limita al nord amb les "encañizadas", que comuniquen el Mar Menor amb el Mediterrani. Les seues platges més importants al Mediterrani són la Platja d'El Mojón, la de la torre derrivada, les salines, barraca cremat, punt d'algas i, al Mar Menor, la platja de la Mota, Villananitos i "La puntica".
L'evolució de la població ha estat:
| 1857  | 1877  | 1887  | 1900  | 1910  | 1920  | 1930  | 1940  | 1950  |
| ----- | ----- | ----- | ----- | ----- | ----- | ----- | ----- | ----- |
| 1.650 | 2.012 | 2.306 | 2.647 | 3.061 | 3.259 | 3.299 | 4.261 | 5.006 |

| 1960  | 1970  | 1981  | 1986   | 1991   | 1996   | 2001   | 2006   |
| ----- | ----- | ----- | ------ | ------ | ------ | ------ | ------ |
| 5.436 | 6.520 | 8.959 | 10.902 | 12.221 | 13.644 | 16.269 | 21.234 |

## Història
Aquesta vila va rebre el seu nom cap al segle xvii. Abans d'aquesta època la localitat era anomenada El Pinatar, ja que era una extensa massa forestal on abundaven els pins i a la qual es venia a l'hivern a caçar el senglar. Alfons XI així ho va reflectir en el Libro de la Montería.
Després de la construcció d'una ermita a Sant Pere Apòstol i Pescador (ja que la majoria dels habitants del Pinatar eren pescadors), els vilatans van començar a anomenar-lo Sant Pere del Pinatar.

### Antiguitat
Se suposa algun assentament iber en la zona des del Paleolític. En l'Edat de Bronze pertanyia a la regió de la Contestània, encara que podria haver tingut importants influències de la ciutat de Màstia (els mastiens semblen situar-se a la zona entre Cartagena i Mazarrón).
Existeixen restes arqueològiques marines que assenyalen el pas de comerciants fenicis des del 2600 aC. Se suposa que va ser una de les bases utilitzades per a la conquesta de Carthago Nova (Cartagena) per Publi Corneli Escipió en les guerres púniques (sobre 203 aC). El Pinatar es desenvolupa com una vil·la romana centrada en la indústria salinera, d'una gran importància en aquesta època. D'aquesta manera sembla que la via Augusta passava per Sant Pere del Pinatar (aquesta calçada unia Cartagena amb Roma a través de les ciutats del litoral mediterrani). El descobriment de bastants restes de vaixells enfonsats demostra que també existia un elevat trànsit marítim.
La caiguda de l'Imperi Romà i les posteriors conquestes visigòtiques (Regne de Tudmir) i àrabs (Taifa de Múrcia) van convertir el Pinatar en un poblat pesquer. Són molt conegudes les tècniques de pesca àrabs denominades encañizadas que es mantenen en l'actualitat com una forma de pesca al Mar Menor.
Després de la Reconquesta cristiana es converteix en una de les zones en disputa entre la Corona d'Aragó i el Regne de Castella. La Sentència Arbitral de Torrellas (1304), modificat el 1305 pel Tractat d'Elx, en el qual se sentencià la partició del Regne de Múrcia. D'aquesta manera Sant Pere del Pinatar es col·loca en la frontera amb el regne de València. En aquesta època augmenta la població a causa de l'assentament de famílies castellanes en la zona.

### Edat Moderna i Contemporània
En els segles xvi i xvii les activitats econòmiques segueixen sent les pesqueres, agrícoles i derivades del treball en les salines. No obstant això, és necessari construir al llarg de tota la costa unes torres de vigilància a causa de les incursions dels pirates barbarescs, que en alguna ocasió van aconseguir penetrar fins a Múrcia. La torre del Pinatar es va construir el 1602 i apareix en l'escut de Sant Pere del Pinatar, però no es conserva en l'actualitat. La Torre del Estacio és un exemple d'una altra d'aquestes torres típiques de la costa meridional mediterrània que formaven una cadena des de la Torre de la Foradada fins a Águilas.

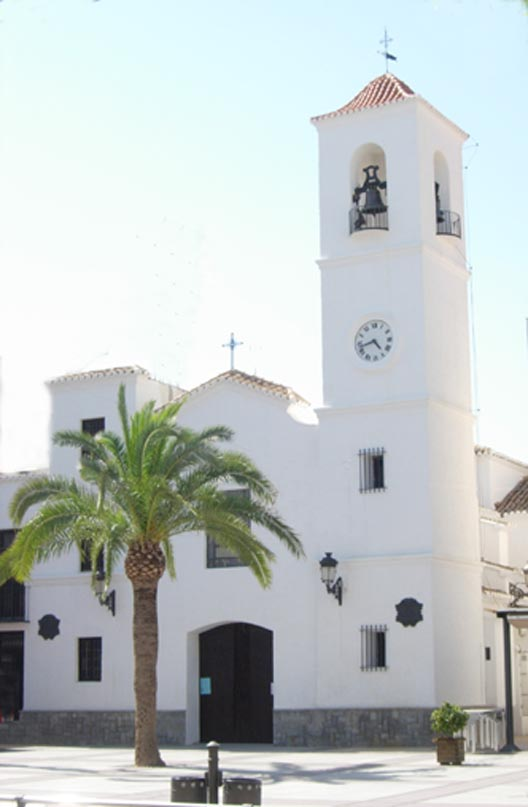
L'església de Sant Pere Apòstol

En el segle xvii els franciscans funden una ermita i la població passa a anomenar-se Sant Pere del Pinatar. El 1709 D. Francisco Sáez és nomenat primer capellà fix. El 1787 s'inicia el primer registre parroquial de l'església de Sant Pere del Pinatar depenent de la parròquia de San Javier, encara que fins al segle xix no se'n produirà la segregació.
En la Guerra de Successió Espanyola la Royal Navy conquereix Cartagena i tot el Camp de Cartagena (1706) en nom de l'arxiduc Carles d'Àustria. Els borbònics ho recuperen posteriorment gràcies a l'exèrcit manat pel Duc de Berwick, al qual se li donaren algunes terres de Sant Pere del Pinatar.
En l'últim quart del segle xviii la població es duplica gràcies a la prosperitat relativa del municipi i al procés colonitzador associat a l'existència de més terres conreades, la introducció de nous cultius i una major seguretat en la zona. En aquesta època s'instal·la la imatge de Sant Pere Apòstol, obra de Francisco Salzillo en l'església del mateix nom.
A la fi d'aquest segle (1 de juny de 1796) se sol·licita al rei Carles IV d'Espanya la creació de la Fira de Sant Pere del Pinatar. Aquesta petició la realitza una incipient burgesia quan encara no existia el municipi, depenent de Múrcia i amb una població d'uns 1.600 habitants. Amb data 24 d'octubre de 1796 el rei concedeix llicència per a celebrar la fira anual, el dia 29 de juny i els tres següents. Actualment segueix celebrant-se en el conjunt de les Festes Patronals.

### Constitució del municipi

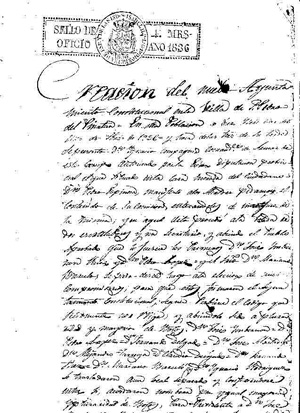
Acta de creació de l'Ajuntament de Sant Pere del Pinatar (1836).

Fins al 1820 no hi ha un intent de crear un municipi independent, amb base en les Constitucions que reconeixen els drets dels ciutadans davant del poder del Rei. No obstant això, el període absolutista fa que no es pugui aconseguir.
El dia 16 de setembre de 1836 es constituïx el primer Ajuntament, segregat del de Múrcia i el primer alcalde és José Imbernón Ruíz.
En els anys 1854 i 1855 es produïx una epidèmia de còlera en tota la zona amb una alta morbiditat. Fugint de l'epidèmia molts burgesos i membres de les classes acomodades es construïxen quintas per a l'estiueig; algunes molt conegudes com a Casa de la Rusa, Villa Alegría, Villa Teresa i la Casa del Reloj. D'aquí comença a sorgir l'àmplia tradició turística de la zona.
El 1857 es crea una duana marítima a Sant Pere del Pinatar, el que proporciona una certa rellevància a la zona.

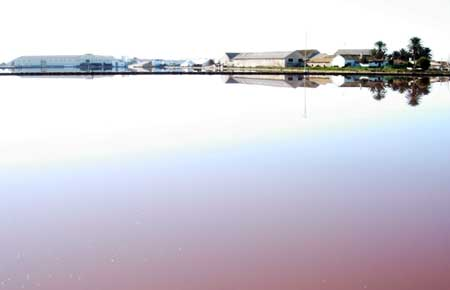
Instal·lacions de Les Salines en l'actualitat.

El 1869 es privatitzen les salines, que pertanyien a la Corona des de la reconquesta cristiana. En l'actualitat pertanyen a la companyia Salinera Española.
El 1878 s'hi crea la parròquia de Sant Pere del Pinatar, encara que fins al 1941 no queda reflectida la condició jurídica de parròquia.
Durant els segles xix i xx es converteix en població turística de rellevància, amb la seva major activitat en els mesos d'estiu.
El 25 de maig de 1899, mor D. Emilio Castelar y Ripoll, president de la Primera República Espanyola, en la Casa del Reloj, també coneguda com a Quinta de San Sebastián i que des de finals del segle XX s'ha reconstruït i convertit en un restaurant.
El 1890 es funda "Lo Pagán". Però fins al 1918 no es construïx l'actual camí que ho comunica amb Sant Pere del Pinatar.
El 1919 es va produir una inundació molt important en el municipi i el 1987 se'n va produir una altra que va afectar diverses zones, especialment les construccions en les antigues rambles com la de Los Antolinos. Com a conseqüència d'aquesta última es va millorar el sistema de clavegueram.
En l'últim quart del segle XX es duplica la població a conseqüència del creixement econòmic. A partir dels anys seixanta es produïx una explosió turística molt important. Com a conseqüència d'aquest desenvolupament es creen noves infraestructures, l'aigua potable dels Canals del Taibilla arriba el 1960, aquest mateix any es construïx el port refugi en Las Salinas. D'aquesta manera en els anys setanta es disposa d'enllumenat públic i clavegueram en "Lo Pagán".
Igual que altres municipis limítrofs, com Pilar de la Foradada, Los Alcázares i San Javier, des dels últims anys del segle XX s'han desenvolupat serveis municipals inexistents (piscina comunitària, poliesportiu, etc.). Encara que ha anat acompanyat d'un desenvolupament urbanístic característic d'aquesta zona del mediterrani. No obstant això, el fet de tenir protegit un terç del seu terme municipal amb el Parc regional de Las Salinas y Arenales de San Pedro del Pinatar, modera els intents d'urbanització plena.